# Castleton-on-Hudson
Castleton-on-Hudson – wieś w Stanach Zjednoczonych, w stanie Nowy Jork, w hrabstwie Rensselaer.